# Święty Jerzy (ikona z monasteru św. Jerzego w Nowogrodzie Wielkim)
Święty Jerzy – XII-wieczna ikona napisana dla soboru św. Jerzego w monasterze pod tym samym wezwaniem w Nowogrodzie Wielkim. Po zamknięciu monasteru przez władze radzieckie przeniesiona do Moskwy i od przełomu 1933 przechowywana w Galerii Trietiakowskiej.

## Historia i opis
Czas powstania ikony szacowany jest na lata 1130–1140, chociaż znane są również hipotezy ogólniejsze (XII w.) lub datujące ikonę nawet na okolice r. 1030 lub na  r. 1119, to jest na czas początku budowy soboru św. Jerzego w nowogrodzkim monasterze pod tym samym wezwaniem. Zapisana na odwrocie wizerunku data 1130 nie jest w pełni wiarygodna, została w tym miejscu umieszczona dopiero w XIX w.
Ikona została napisana w technice tempery na lipowej desce złożonej z czterech części. Według niektórych badaczy w soborze tym wizerunek był ikoną patronalną. Wiktor Łazariew argumentował, że ikona, pełniąc funkcje ikony patronalnej, ze względu na znaczne rozmiary nie mogła znajdować się w pierwotnym ikonostasie soboru św. Jerzego i była prawdopodobnie ustawiona pod jednym z filarów lub przy ścianie. Z uwagi na podobieństwo rozmiarów ikony św. Jerzego oraz ikony Zwiastowania błędnie kojarzonej z Ustiugiem J. Miniewa wysuwa tezę, iż obydwa wizerunki znajdowały się przy równoległych filarach soboru.
Wizerunek był kilkakrotnie przemalowywany w związku z tym, że fragmenty kompozycji ulegały na przestrzeni wieków zniszczeniu. Z najstarszego okresu, bezpośrednio po napisaniu ikony, przetrwały kontur postaci świętego, jego kręcone włosy otoczone fioletową aureolą (być może dawniej znajdowały się w niej kamienie szlachetne) oraz częściowo zbroja, tarcza, płaszcz. W miejscach, gdzie pierwotny wizerunek się nie zachował, obraz był uzupełniany w XIV, XVI, XVII, XIX w. W XIV w. uzupełniano m.in. twarz św. Jerzego i jego płaszcz oraz chiton, a także tło. W XVI–XVII w. napisano brązowe spodnie noszone przez świętego i uzupełniano elementy obuwia, pierwotny jego rysunek zachował się tylko na prawej stopie. Ikona została w znacznym stopniu przemalowana w XIX w. podczas generalnej renowacji i rozbudowy monasteru św. Jerzego przeprowadzanej w I poł. XIX w. przez jego przełożonego, archimandrytę Focjusza. Nałożono na nią wówczas srebrną ryzę w stylu empire (datowaną na r. 1825). Jeśli wizerunek znajdował się w ikonostasie soboru św. Jerzego, byłby jedyną ikoną zachowaną z pierwotnego ikonostasu tej świątyni, przed wstawieniem przez archimandrytę Focjusza nowego.
Święty Jerzy przedstawiony został na ikonie w postaci stojącej, w zbroi i narzuconym na nią jaskrawoczerwonym płaszczu, z włócznią w zgiętej i zbliżonej do piersi prawej ręce i z mieczem w pochwie w opuszczonej ręce lewej. Za jego lewym ramieniem widoczna jest okrągła tarcza. Na głowie świętego, wśród ciemnych kręconych włosów widoczna jest korona książęca. Grecki napis „Οαγ Георгиос” (skrócone Święty Jerzy) wykonany został według różnych badaczy w XIII w. lub XV w., a być może jeszcze później, dwie jego ostatnie litery zachowały się szczątkowo. Święty przedstawiony został na złotym tle, niezachowanym w całości. Pole ikony położone jest w kowczegu. Ikonograf ściśle opierał się na starszych bizantyjskich wzorcach, wprowadzając oryginalne elementy jedynie w rysunku oczu świętego. Stylistyka wizerunku przypomina znacznie freski w kijowskim soborze Mądrości Bożej.
Ikona została wywieziona z monasteru św. Jerzego po jego zamknięciu przez władze radzieckie w 1927. Trafiła do Centralnych Państwowych Pracowni Konserwatorskich, gdzie na początku lat 30. XX wieku była poddawana konserwacji, podczas której opisano okres powstania i stopień zachowania poszczególnych warstw. Sześć lat później włączono ją do zbiorów Galerii Trietiakowskiej.